# Bévilard
Bévilard ist ein Ort in der Gemeinde Valbirse im Verwaltungskreis Berner Jura des Kantons Bern in der Schweiz. Bévilard war bis zum 31. Dezember 2014 eine eigenständige politische Gemeinde. Am 1. Januar 2015 fusionierte diese mit den Gemeinden Malleray und Pontenet zur neuen Gemeinde Valbirse. Der frühere deutsche Name Bewiler wird heute nicht mehr verwendet.

## Geographie
Bévilard liegt auf 691 m ü. M., acht Kilometer südwestlich von Moutier (Luftlinie). Das Dorf erstreckt sich im Becken des Juralängstals Vallée de Tavannes und dehnt sich von der Birs bis an die angrenzenden Hänge aus.
Die Fläche des 5,6 Quadratkilometer grossen Gebiets der ehemaligen Gemeinde umfasst einen Abschnitt des breiten Vallée de Tavannes, das von der Birs entwässert wird. Im Norden reicht das Gebiet über die Weiden Pâturage du Droit bis auf 880 m ü. M. am Südhang der Jurakette des Moron. Nach Süden erstreckt sich Bévilard über den dicht bewaldeten Steilhang der Forêt de l’Envers bis zur Bergerie de Bévilard auf der Montoz-Kette. Auf dem Scheitel des Montoz-Kamms wird mit 1327 m ü. M. der höchste Punkt von Bévilard erreicht. Von der ehemaligen Gemeindefläche entfielen 1997 11 % auf Siedlungen, 49 % auf Wald und Gehölze und 40 % auf Landwirtschaft.
Zu Bévilard gehören mehrere Einzelhöfe. Nachbarorte bzw. ‑gemeinden von Bévilard sind die beiden anderen Ortsteile von Valbirse, Malleray und Pontenet, sowie die Gemeinden Champoz, Sorvilier und Péry-La Heutte.

## Bevölkerung
| Jahr | Einwohner |
| ---- | --------- |
| 1850 | 294       |
| 1900 | 652       |
| 1910 | 808       |
| 1930 | 933       |
| 1941 | 995       |
| 1950 | 1'130     |
| 1960 | 1'604     |
| 1970 | 1'952     |
| 1980 | 1'707     |
| 1990 | 1'707     |
| 2000 | 1'666     |

Mit 1730 Einwohnern (Stand 31. Dezember 2013) gehörte Bévilard zu den grösseren Gemeinden des Berner Juras. Im Jahr 2000 waren von den Bewohnern 85,1 % französischsprachig, 5,9 % deutschsprachig und 4,7 % italienischsprachig. Die Bevölkerungszahl von Bévilard verzeichnete vor allem um die Mitte des 20. Jahrhunderts markante Zuwachsraten. Nach dem Höchststand um 1970 wurde im folgenden Jahrzehnt eine deutliche Abwanderung beobachtet. Seit 1980 bleibt die Einwohnerzahl stabil. Das Dorf ist mit dem Nachbarort Malleray zusammengewachsen.

## Politik
Die Wähleranteile der Parteien anlässlich der Nationalratswahlen 2011 betrugen in Bévilard: SVP 31,4 %, SP 27,2 %, EDU 8,8 %, FDP 7,9 %, GPS 5,6 %, BDP 5,5 %, EVP 4,9 %, Les Rauraques 2,8 %, CVP 2,5 %, AL 1,3 %, glp 0,5 %, PNOS 0,5 %, Piraten 0,2 %, SLB 0,2 %.

## Wirtschaft
Bévilard war bis in die zweite Hälfte des 19. Jahrhunderts ein landwirtschaftlich geprägtes Dorf, hat sich dann aber rasch zur Industriegemeinde entwickelt. Heute arbeiten nur noch 2 % der Erwerbstätigen in der Landwirtschaft. Mit der Industrialisierung siedelten Maschinen- und Uhrenfabriken im Dorf an. Durch die Krise in der Uhrenindustrie während der 1970er Jahre wurde Bévilard schwer getroffen, was zum Verlust zahlreicher Arbeitsplätze und zu einem Bevölkerungsrückgang führte.

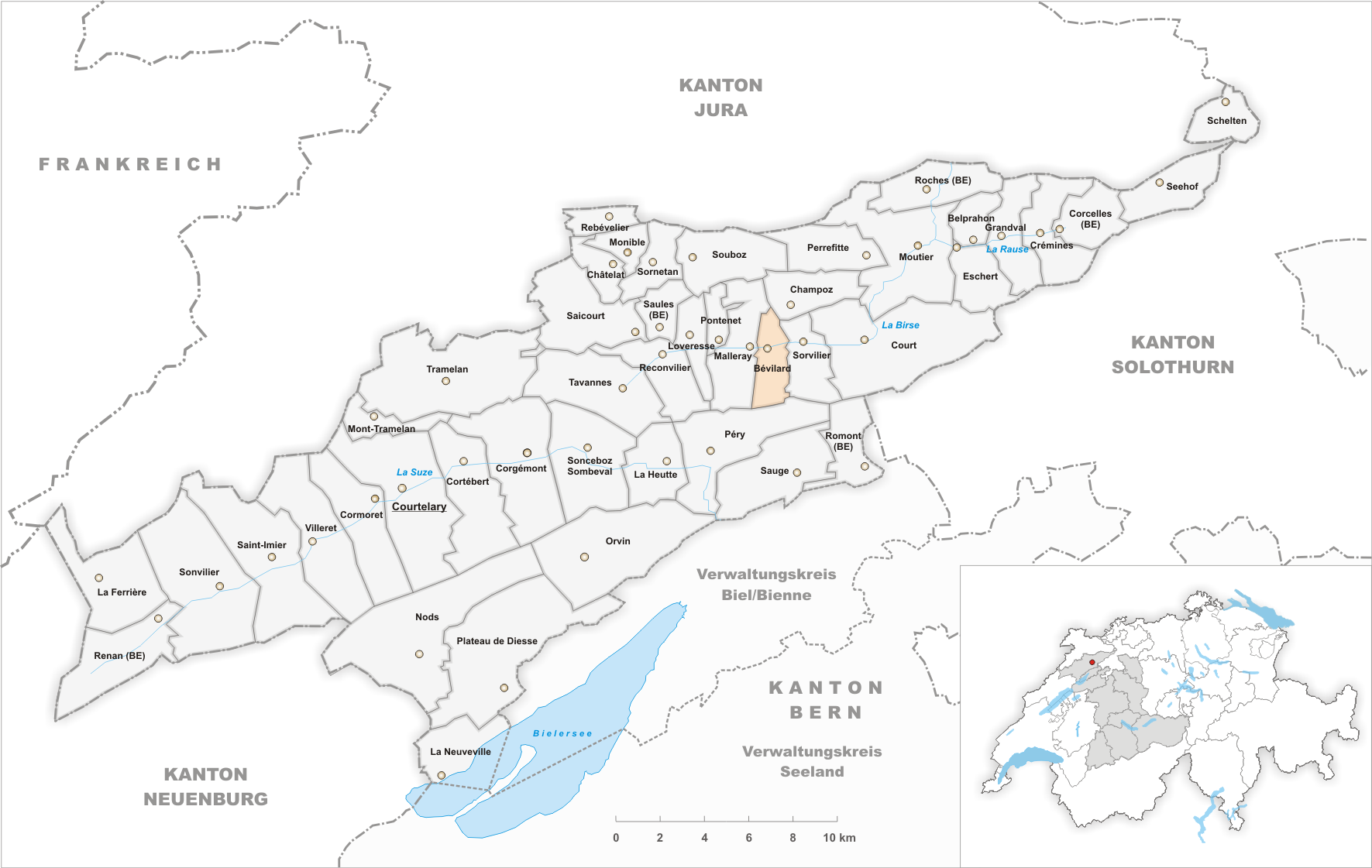
Gemeindestand vor der Fusion am 1. Januar 2015

## Verkehr
Bévilard ist verkehrsmässig gut erschlossen. Es liegt an der rege befahrenen Hauptstrasse von Delémont nach Tavannes. Seit 2017 wird der Ort vom Durchgangsverkehr durch die Autobahn A16 entlastet, welche das schweizerische Nationalstrassennetz mit dem französischen Autobahnnetz verbindet. Am 16. Dezember 1876 wurde die Eisenbahnstrecke von Court nach Tavannes eingeweiht. Der Bahnhof mit dem Namen Malleray-Bévilard befindet sich im Bereich der Grenze der beiden Ortschaften.

## Geschichte

Luftbild von Werner Friedli (1958)

Das Dorf wird 1181 erstmals unter dem Namen Beviler in einer Urkunde von Papst Lucius III. erwähnt, der dem Kloster Bellelay Grundbesitz in Bévilard bestätigte. Später erscheinen die Bezeichnungen Betviler (1225), Buelert (1237), Befelier (1250), Beivilar (1263) und Bellvillart (1463). Der Ortsname leitet sich vom lateinischen Belini Villa ab, das auf den keltischen Sonnengott Belenos zurückgeht.
Im 13. und 14. Jahrhundert war der Ort Sitz der Edlen von Bévilard. Das Dorf, in dem 1531 die Reformation eingeführt wurde, unterstand der Propstei Moutier-Grandval. Von 1797 bis 1815 gehörte Bévilard zu Frankreich und war anfangs Teil des Département Mont-Terrible, das 1800 mit dem Département Haut-Rhin verbunden wurde. Durch den Entscheid des Wiener Kongresses kam Bévilard 1815 an den Kanton Bern zum Bezirk Moutier.
Bis am 31. Dezember 2014 war Bévilard eine eigenständige Gemeinde.

## Sehenswürdigkeiten
Die reformierte Pfarrkirche Saint-Georges mit einem Glockenturm, der von einer Zwiebelhaube gekrönt ist, wurde 1715–16 neu erbaut. Die Pfarrei Bévilard existiert aber schon seit 1263.

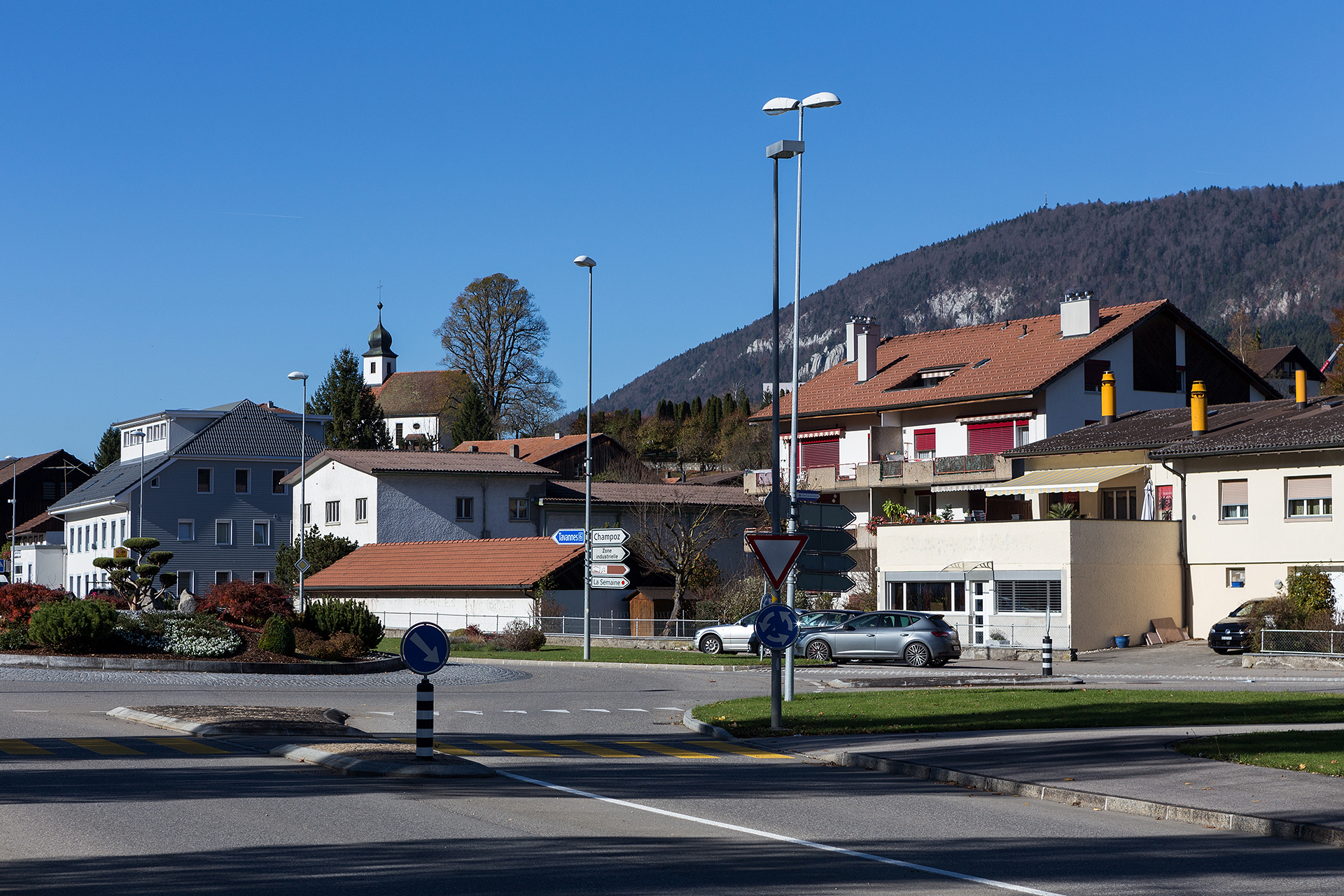
Kreisel, östliche Dorfeinfahrt
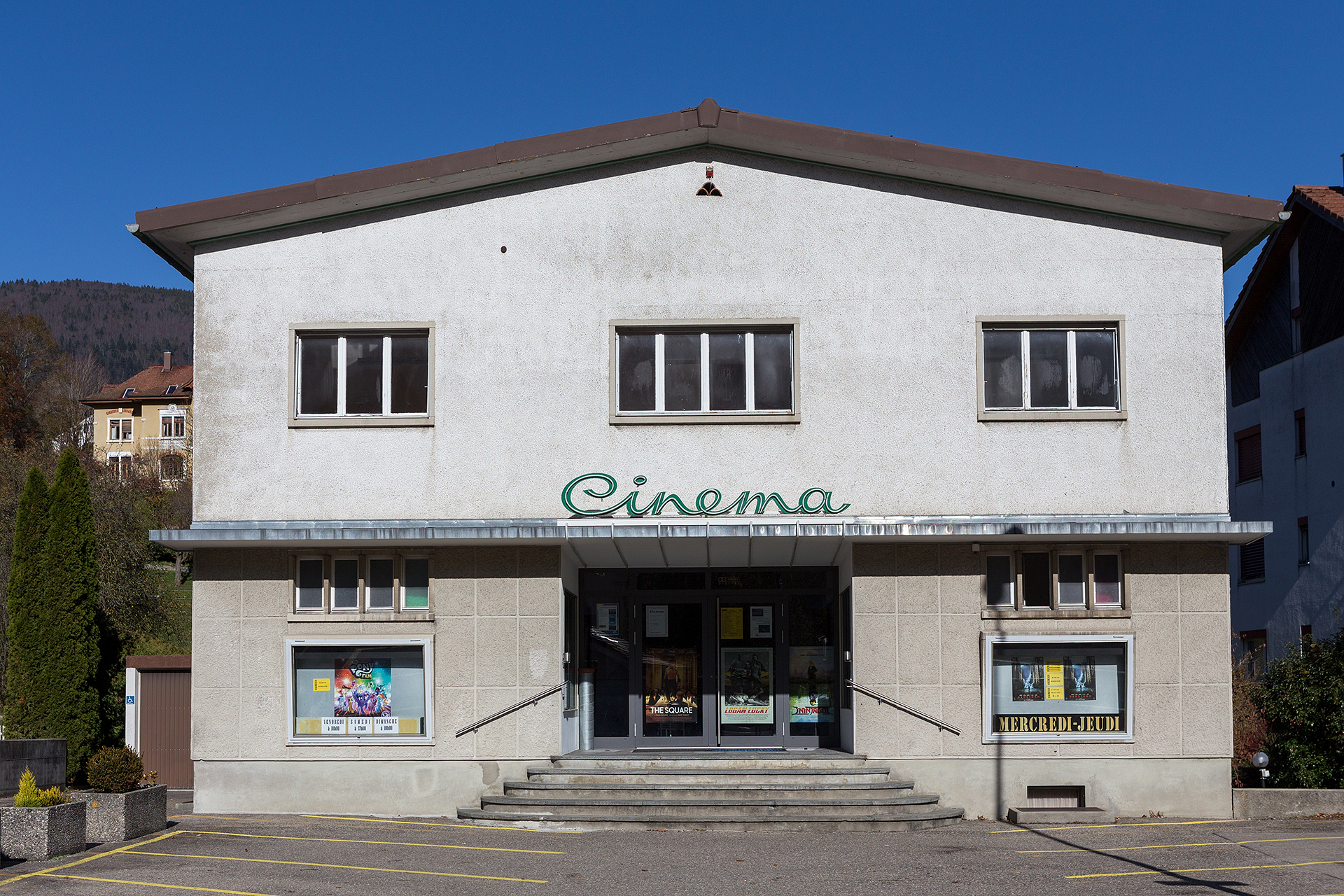
Kino
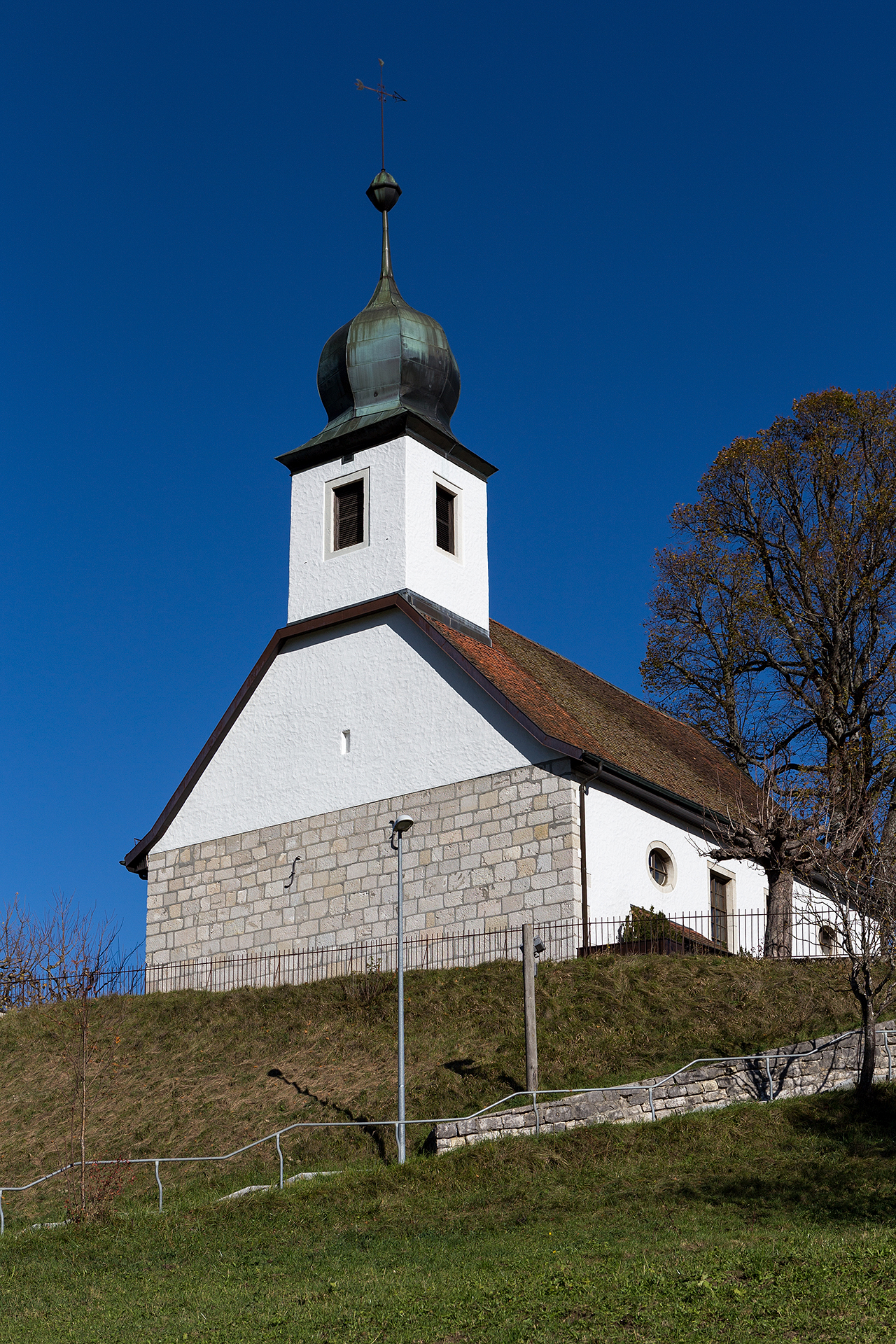
Ref. Kirche St. Georges
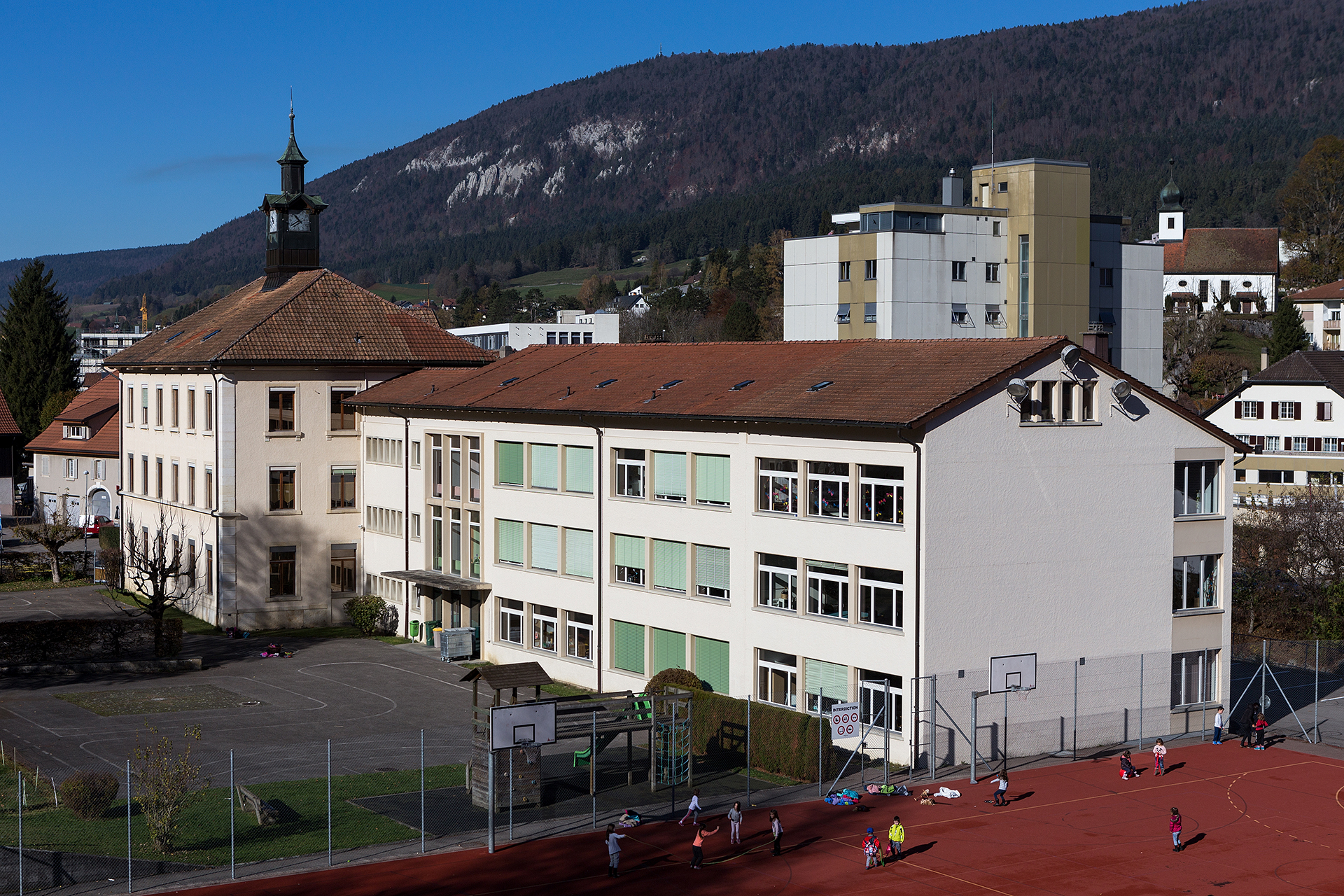
Schulhäuser
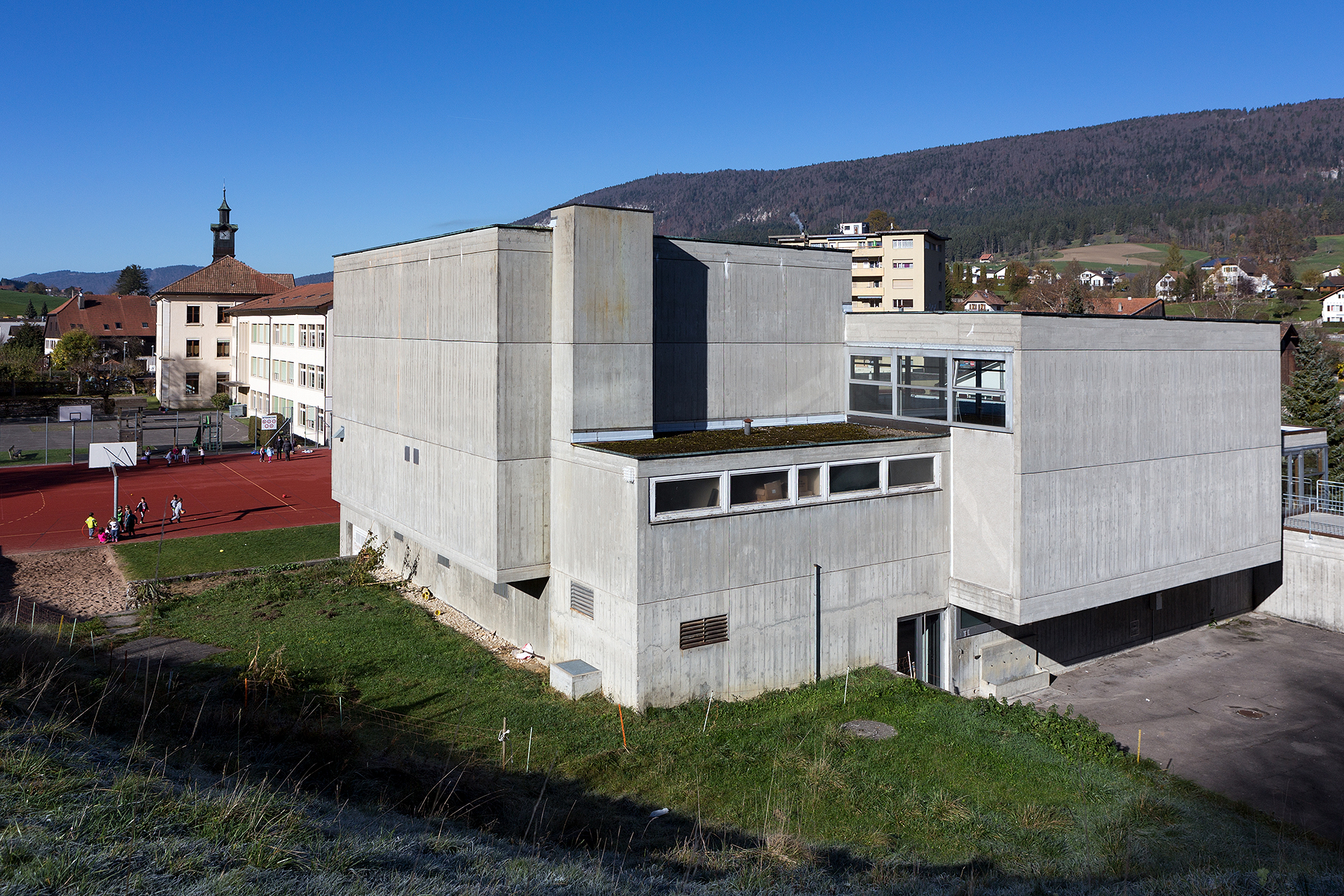
Schulanlage
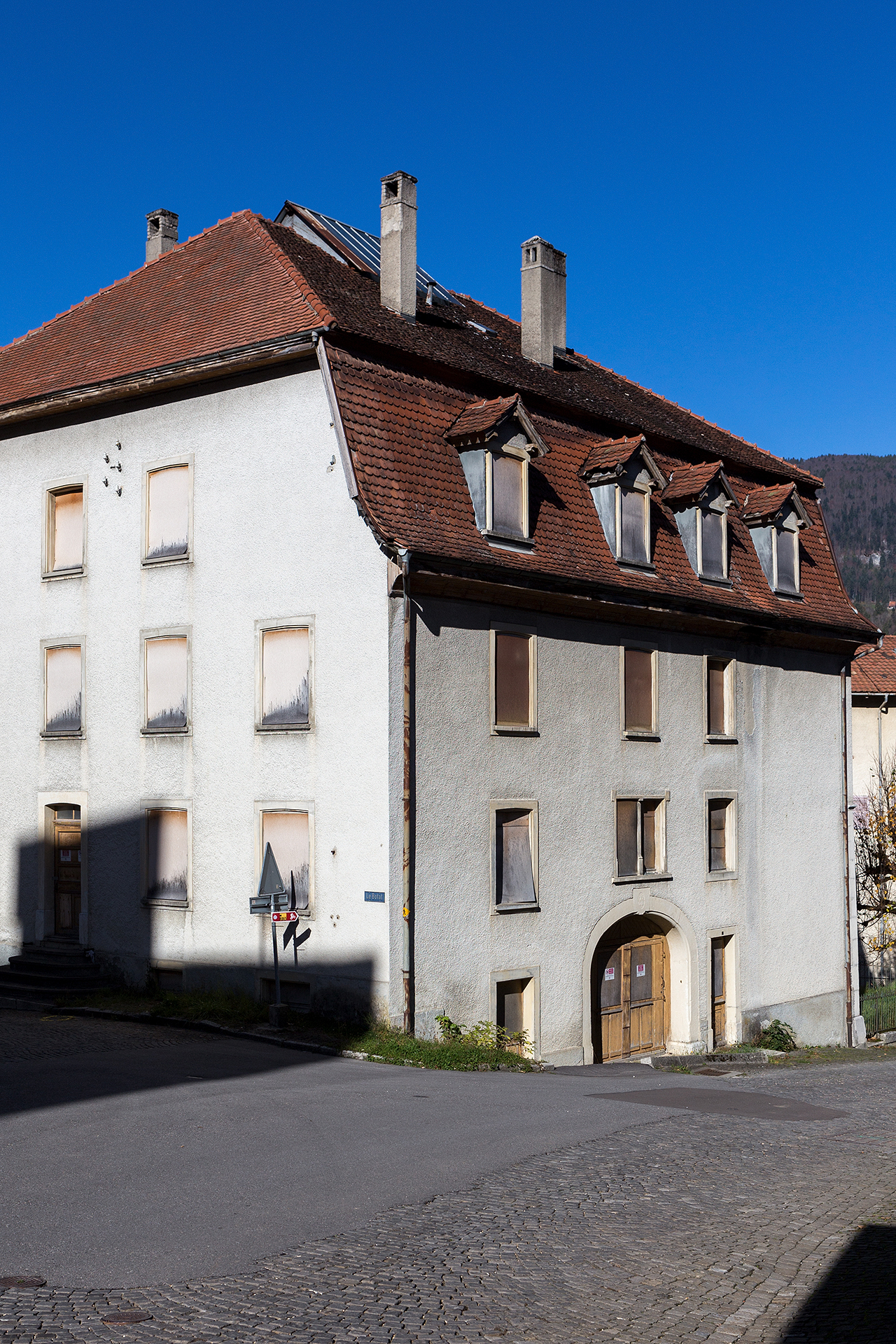
La Caserne (ehem. Arbeiterwohnungen)
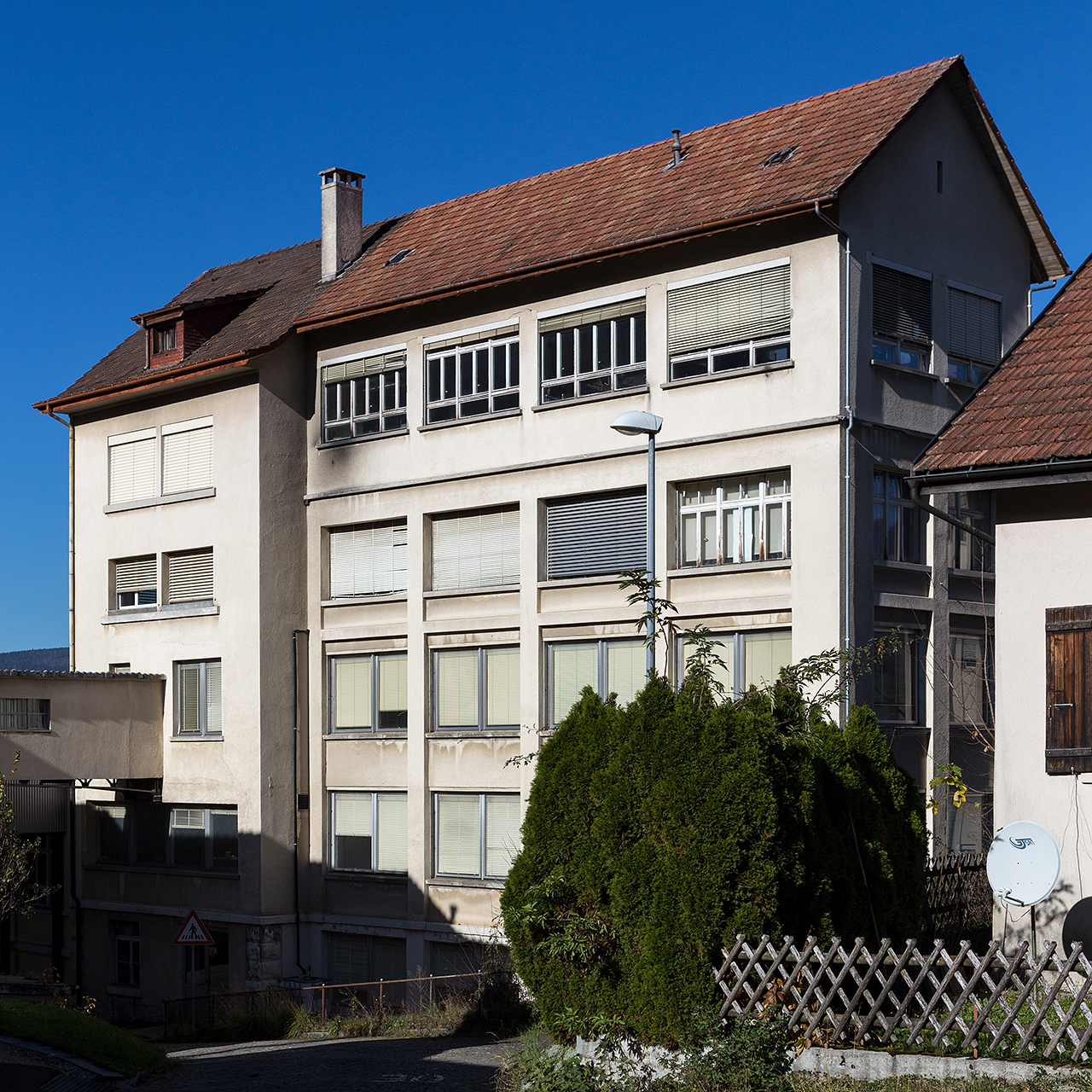
Helios A. Charpilloz SA
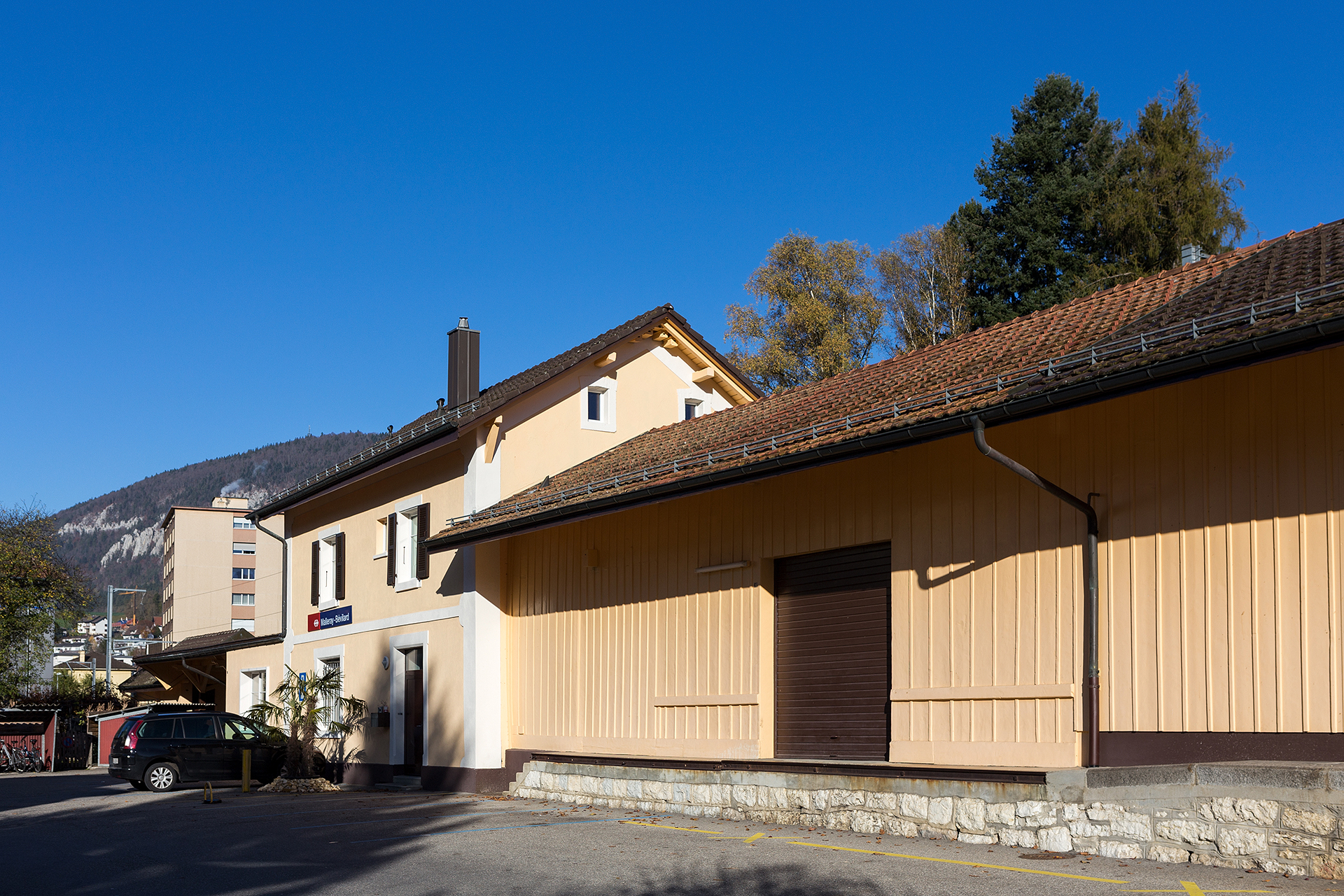
Bahnhof Malleray-Bévilard

## Persönlichkeiten
- Arnold Charpilloz (1902–1984), Fussballspieler und Unternehmer
- Daniel Charpilloz (1892–1955), Industrieller
- Pierre Alain Schnegg (* 1962), Politiker
- Paul Adolphe Tièche (1838–1912), Architekt und Politiker